# Albatros B.II
Albatros B.II – niemiecki dwupłatowy samolot wielozadaniowy – szkolny, łącznikowy i rozpoznawczy, skonstruowany w 1914 roku w niemieckiej wytwórni lotniczej Albatros Werke AG w Berlinie.

## Historia
Samolot Albatros B.II został skonstruowany w połowie 1914 roku jako rozwinięcie konstrukcji samolotu Albatros B.I, skonstruowanego przez inż. Ernsta Heinkla na początku 1914 roku. Albatros B.II był udaną konstrukcją i stał się pierwszym dużym sukcesem firmy Albatros.
Samoloty te produkowane były w dwóch odmianach: podstawowej wielozadaniowej B.II (oznaczenie fabryczne L2) oraz szkolnej, wyposażonej w podwójne sterownice B.IIa (oznaczenie fabryczne L30). Odmiana B.IIa miała silnik Mercedes D.II lub Argus As.II o nieco większej mocy – 120 KM (88 kW). Używano też innych silników, jak Mercedes D.III i Benz Bz.III (150 KM). Samolot nie posiadał stałego uzbrojenia, jedynie samoloty B.II produkowane dla lotnictwa Austro-Węgier miały zamontowany w przedniej kabinie 1 karabin maszynowy kal. 7,92 mm. Do celów bombardowania zabierano lekkie bomby do kabiny.
Produkcję seryjną samolotu Albatros B.II uruchomiono w zakładach macierzystych i filii Ostdeutsche Albatros Werke (OAW) w Pile oraz w związku z dużym zapotrzebowaniem lotnictwa niemieckiego i Austro-Węgier, również na licencji w zakładach lotniczych Aviatik, BFW, Luft-Fahrzeug-Gesellschaft, Mercur, Linke-Hoffman i Refla (zakłady Refla mieściły się w Warszawie i w latach 1916–1918 jako filia zakładów Albatros wyprodukowały 200 samolotów tego typu).
Ogółem we wszystkich zakładach w latach 1914–1918 wyprodukowano ponad 3000 samolotów Albatros B.II i B.IIa.

## Użycie
Samoloty Albatros B.II były używane w latach I wojny światowej od 1915 przez wojskowe lotnictwo niemieckie i austro-węgierskie, jako samoloty łącznikowe i szkolne. W początkowym okresie wojny używane były także jako rozpoznawcze i sporadycznie bombowe, zastąpione później w tych rolach przez uzbrojone samoloty klasy C, w tym wywodzące się z B.II samoloty Albatros C.I. W późniejszym okresie głównie używano ich do szkolenia, w tej roli przetrwały do lat 20., także w lotnictwie cywilnym.
W latach 1918–1919 znajdowały się między innymi również na wyposażeniu lotnictwa szwedzkiego.

### Użycie w lotnictwie polskim
W lotnictwie polskim samoloty Albatros B.II znalazły się w 1918 roku zaraz po odzyskaniu niepodległości, kiedy zdobyto w Małopolsce 14 samolotów szkolnych tego typu. W 1920 roku dodatkowo w warsztatach na lotnisku Ławica w Poznaniu zmontowano ze zdobytych części jeszcze 15 samolotów tego typu (inne dane: 10). Łącznie z późniejszymi zakupami, liczba Albatrosów B.II używanych w Polsce mogła sięgnąć 64 sztuk lub więcej.
Samolotów Albatros B.II używano w Polsce głównie do szkolenia, lecz części z nich użyto także do celów rozpoznawczych i bombowych m.in. w 1. i 15. eskadrach wywiadowczych podczas wojny polsko-radzieckiej. W lotnictwie wojskowym były używane do połowy lat dwudziestych. Nieliczne samoloty były używane w polskim lotnictwie cywilnym do początku lat 30.

## Opis konstrukcji
Dwumiejscowy dwupłat o konstrukcji mieszanej, przeważnie drewnianej. Kadłub o konstrukcji kratownicowej drewnianej, krytej blachą aluminiową w przedniej części przy silniku i sklejką w pozostałej. Skrzydła dwudźwigarowe drewniane o kształcie prostokątnym, kryte płótnem, górny płat oparty na zastrzałach, dolny mocowany do kadłuba. Płaty usztywnione czterema parami rozpórek stalowych oraz cięgnami stalowymi. Lotki tylko na górnym płacie. Przód kadłuba mieścił silnik rzędowy chłodzony cieczą, częściowo wystający poza obrys górnej części kadłuba, z kolektorem wydechowym z rurą odprowadzającą spaliny nad górny płat. W środkowej części kadłuba znajdowały się dwie odkryte kabiny załogi w układzie tandem – pierwsza obserwatora osłonięta małym wiatrochronem, druga pilota wyposażona w urządzenia sterownicze oraz przyrządy pokładowe. Usterzenie klasyczne, skośne, o dużej powierzchni, zbudowane z rur stalowych, kryte płótnem. Podwozie samolotu klasyczne stałe, z płozą ogonową. Chłodnica cieczy zamontowana pośrodku przed górnym płatem. Śmigło drewniane, dwułopatowe.